# Liérganes
Liérganes é um município da Espanha na comarca de Trasmiera, província e comunidade autónoma da Cantábria. Tem 36,7 km² de área e em 2021 tinha 2 403 habitantes (densidade: 65,5 hab./km²).
Liérganes concentra uma arquitectura classicista dos séculos XVII e XVIII, coincidindo com o auge económico da fábrica de artilharia que funcionava na comarca.
Pertence à rede das Aldeias mais bonitas de Espanha.

## Demografia
| Variação demográfica do município entre 1991 e 2004 | Variação demográfica do município entre 1991 e 2004 | Variação demográfica do município entre 1991 e 2004 | Variação demográfica do município entre 1991 e 2004 |
| --------------------------------------------------- | --------------------------------------------------- | --------------------------------------------------- | --------------------------------------------------- |
| 1991                                                | 1996                                                | 2001                                                | 2004                                                |
| 2286                                                | 2263                                                | 2305                                                | 2328                                                |